# برونو ليما
برونو ليما (4 فبراير 1996 في الأرجنتين - ) (بالإسبانية: Bruno Lima)‏ هو لاعب كرة طائرة الأرجنتين في مركز ضارب خارجي ‏. شارك في الكرة الطائرة في الألعاب الأولمبية الصيفية 2016.

## وصلات خارجية
- برونو ليما على موقع الاتحاد الأوروبي (الإنجليزية)
- برونو ليما على موقع الدوري الألماني للكرة الطائرة (الألمانية)
- برونو ليما على موقع Ligue Nationale de Volley (الفرنسية)
- برونو ليما على موقع اللجنة الأولمبية الدولية (الإنجليزية)
- برونو ليما على موقع أوليمبيديا (الإنجليزية)
- برونو ليما على موقع اللجنة الأولمبية الأرجنتينية (الإسبانية)